# Jean-Jacques Pillot
Jean-Jacques Pillot (Vaux-Lavalette, 9 de agosto de 1808 – Melun, 13 de junio de 1877) fue un escritor y político socialista francés. Fue miembro destacado de la corriente comunista neobabuvista de los años 1840 y participó en la revolución de 1848 y en la Comuna de París, siendo condenado por ello a trabajos forzados.

## Biografía
Estudió en un seminario católico y fue ordenado sacerdote, pero antes de cumplir los treinta años abandonó los hábitos y a partir de entonces profesó un virulento ateísmo. «La superstición consiste en atribuir a una causa misteriosa, llamada Suerte, Dios o de otro modo, los bienes o los males que sufrimos», escribió. También abrazó las ideas comunistas de Babeuf y fue uno de los promotores, junto con Théodore Dézamy, del primer banquete «comunista» celebrado en Belleville el 1 de julio de 1840.
Trabajó en La Tribune du Peuple, periódico del que llegó a ser el director, aunque sus ideas comunistas y ateas las difundió sobre todo por medio de folletos que alcanzaron un cierto éxito: El Código religioso o el Culto cristiano (1837), Historia de los Iguales o Medios para establecer la igualdad absoluta entre los hombres (1840), Ni castillos ni chozas, o estado de la cuestión social en 1840 (1840), o La Comunidad no es ya una utopía. Consecuencia del proceso de los comunistas (1841).
Aunque se distingue de Cabet en que no cree posible describir cómo será la sociedad comunista futura, comparte con éste su utopismo en cuanto que está convencido de que se podría alcanzar la sociedad igualitaria si «todas las gentes sin excepción» trabajaran en su consecución, aunque también cree que aquella no se logrará sin lucha. Y esa será precisamente la misión de los «comunistas»: preparar la revolución.
En Historia de los Iguales (1840) Pillot escribe en referencia a su proyecto de transformación social:

Somos fuertes, y más fuertes que todos los que antes de nosotros intentaron o consumaron revoluciones, porque sabemos que nadie puede refutar nuestros principios, que todo hombre justo desea su triunfo, que todo hombre en plenas facultades intelectuales reconoce que su aplicación es fácil, después de haberlos estudiado y comprendido debidamente.

Su punto de partida es la constatación de que el pueblo, a pesar de ser «dueño y productor de todas las riquezas de la tierra», moría «de hambre, frío y desesperación». Así la tarea de los «comunistas» sería reanudar la fracasada revolución de la Conspiración de los Iguales que se proponía alcanzar la comunidad de bienes.